# 祁陽市
祁陽市（きよう-し）は中華人民共和国湖南省永州市に位置する県級市。漢族のほかに約3,400名のヤオ族やミャオ族が居住している。

## 地理
湘江が中央部を流れ、祁水が合流する。

## 歴史
秦代は長沙郡零陵県に属し、漢初に泉陵侯国が設置された。後漢では泉陵県の管轄とされたが、226年（宝鼎元年）、呉により初めて祁陽県が設置された。
隋代に零陵県に編入されたが、621年（武徳4年）に唐代により祁陽県が再設置された。
2021年2月に県級市に昇格し現在に至る。

## 行政区画
- 街道：竜山街道、長虹街道、浯渓街道
- 鎮：観音灘鎮、茅竹鎮、大忠橋鎮、三口塘鎮、肖家鎮、八宝鎮、白水鎮、黄泥塘鎮、進宝塘鎮、潘市鎮、梅渓鎮、羊角塘鎮、下馬渡鎮、七里橋鎮、大村甸鎮、黎家坪鎮、文富市鎮、文明鋪鎮、龔家坪鎮、金洞鎮
- 郷：鳳凰郷、石鼓源郷
- 民族郷：曬北灘ヤオ族郷

## 観光地
- 浯渓風景名勝区 - 浯渓石刻・碑林

## 出身者
- 陶鋳